# Schlaiten
Schlaiten è un comune austriaco di 474 abitanti nel distretto di Lienz, in Tirolo. Tra il 1º aprile 1939 e il 1º gennaio 1949 era stato accorpato al comune di Ainet.